# Ancelle di Maria (Sambalpur)
Le Ancelle di Maria (in inglese Handmaids of Mary; sigla H.M.) sono un istituto religioso femminile di diritto pontificio.

## Storia
I primi tentativi di organizzare una comunità di religiose indiane da inviare nel distretto di Gangpur per cooperare con i missionari risalgono al 1942; il 20 dicembre 1943 la delegazione apostolica in India concesse al gesuita Oscar Sevrin, vescovo di Ranchi, il nulla osta a procedere alla fondazione, avvenuta nel 1944, e  il 30 settembre 1950 Sevrin, ottenuto il nulla osta della Sacra Congregazione di Propaganda Fide, emise il decreto formale di erezione.
Le prime aspiranti furono formate alla vita religiosa nel noviziato delle Figlie di Sant'Anna a Ranchi.

## Attività e diffusione
Le religiose si dedicano all'insegnamento, alla formazione cristiana delle donne, alla catechesi catecumenale, all'assistenza ai malati in dispensari, cliniche e ospedali e ad altre attività caritatevoli e sociali.
Oltre che in India, sono presenti in Germania; la sede generalizia è a Sundergarh, nello stato indiano di Orissa.
Alla fine del 2015 l'istituto contava 510 religiose in 69 case.